# Anastasiya Nikolayevna của Nga
Anastasia Nikolaevna của Nga (tiếng Nga: Великая Княжна Анастасия Николаевна Романова, Velikaya Knyazhna Anastasiya Nikolayevna Romanova) (18 tháng 6 [lịch cũ 5 tháng 6] năm 1901 – 17 tháng 7 năm 1918) là đứa con thứ tư cũng là con gái út của Sa hoàng Nikolai II của Nga, và Alix của Hessen và Rhein. Thông qua mẹ, Anastasia còn là cháu cố của Victoria của Anh.
Anastasia là em gái của Nữ Đại vương công Olga, Tatyana, và Mariya, là chị của Thái tử Aleksey Nikolayevich của Nga. Bà cùng với gia đình và những người hầu cận bị giết chết bởi những người Bolshevik vào ngày 17 tháng 07 năm 1918. Điều này dẫn đến việc cô được Giáo hội Chính thống Nga phong thánh.
Tin đồn về việc bà đã thoát chết trong vụ thảm sát bởi những người cộng sản lên gia đình Sa hoàng năm 1918 được lan truyền, vụ việc này thúc đẩy bởi vị trí chôn cất của cô không được xác định rõ ràng từ thời Liên bang Xô Viết.
Những ngôi mộ tập thể chứa xác của Sa hoàng, vợ ông cùng ba cô con gái gần Yekaterinburg đã được tiết lộ năm 1991. Xác của Aleksei và một người nữa có thể là Anastasia hay chị gái của bà là Mariya được phát hiện năm 2007.
Việc tin đồn về việc Anastasia còn sống đã bị bác bỏ. Phân tích pháp y và xét nghiệm DNA xác nhận rằng phần hài cốt còn lại là của các gia đình hoàng gia, cho thấy rằng tất cả bốn Nữ đại vương công đã thiệt mạng trong năm 1918. Một số phụ nữ đã tuyên bố mình là Anastasia, trong đó có Anna Anderson là được biết đến nhiều nhất. Câu chuyện của cô ta về những ngày cuối cùng của gia đình Romanov bằng một cách nào đó, vô cùng thuyết phục, khiến cho rất nhiều người tin tưởng. Cơ thể của Anderson đã được hỏa táng sau khi qua đời vào năm 1984, nhưng xét nghiệm ADN trong năm 1994 trên mảnh có sẵn của mô và tóc của Anderson cho thấy không có bất cứ mối quan hệ nào với ADN của gia đình hoàng gia.

## Thời thơ ấu

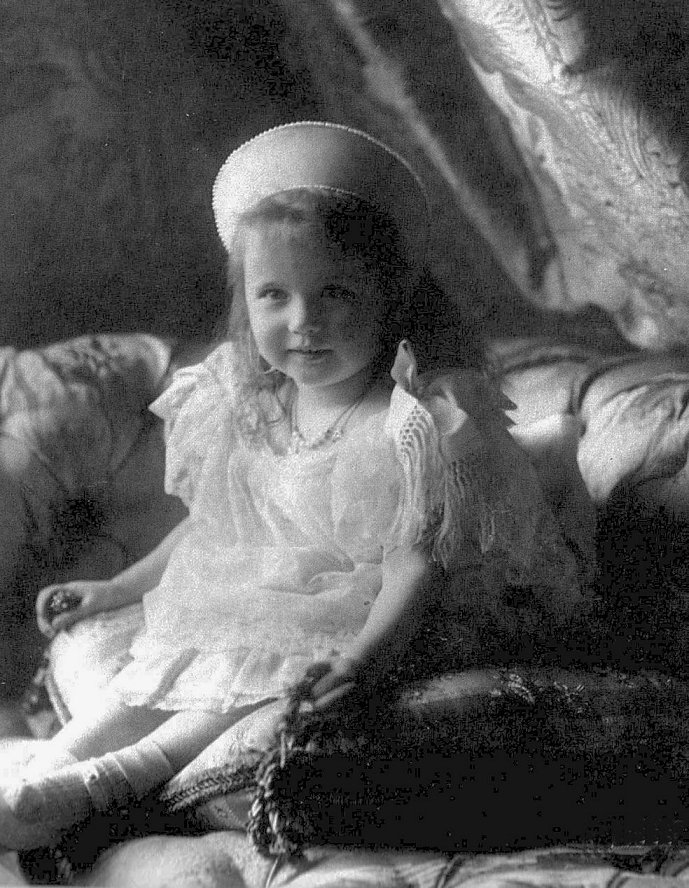
Anastasia vào năm 1904

Khi Anastasia được sinh ra, như những người chị gái của cô khi trước, cha mẹ của cô và dòng họ đã cảm thấy thất vọng do không sinh được con trai. Mặc dù Nicky và Alix (biệt danh của Sa hoàng và Sa hậu) rất yêu thương chúng, Alix gần như phát khóc. Họ hy vọng có một đứa con trai để tiếp tục nối ngôi báu. Sa hoàng Nikolai II đã phải mất một lúc lâu đi dạo để trấn tĩnh lại trước khi gặp vợ của mình, Alix của Hessen và Rhein và đứa con gái mới chào đời lần đầu. Nữ đại vương công thứ tư này đã được đặt tên theo Thánh Anastasia được biến đến là "người phá bỏ xiềng xích" bởi lẽ để vinh danh ngày sinh ra cô, Sa hoàng đã ân xá và cho phép các học sinh bị giam do tham dự vào cuộc bạo loạn ở Sankt-Peterburg và ở Moskva vào mùa đông trước đó. "Anastasia" có nguồn gốc tiếng Hy Lạp (Aναστασία) tức là "sự hồi sinh", một cái tên ám chỉ đến câu chuyện về sự sống sót của cô sau này. Tước hiệu của cô có thể dịch chính xác hơn là "Đại Thân vương". Tuy nhiên, cái tên "Đại Công tước" được sử dụng rỗng rãi nhất trong các bản dịch thuật từ tiếng Nga.
Bà cùng với các chị em đã được dạy dỗ một cách giản dị nhất có thể. Với lối sống 'thắt lưng buộc bụng' cô phải ngủ ở trên giường trại nệm cứng mà không có gối, ngoại trừ lúc ốm, tắm nước lạnh vào buổi sáng, được dạy phải dọn giường và làm công việc thêu thùa để bán trong các sự kiện từ thiện khi rảnh. Hầu hết trong gia đình, bao gồm cả các người hầu, đều gọi cô bằng tên và tên cha ông (patronym), Anastasia Nikolaevna, và không sử dụng tước hiệu và tước vị. Đôi khi, Anastasia được gọi theo tên phiên bản tiếng Pháp là "Anastasie" hoặc bằng biệt danh tiếng Nga là "Nastya", "Nastas", hoặc "Nastenka". Các biệt danh trong gia đình khác của cô là "Malenkaya" - cô bé nhỏ (tiếng Nga) hoặc "shvybzik" - cô bé nghịch ngợm (tiếng Đức).
Anastasia và chị gái Maria đã được biết đến là "Cặp đôi nhỏ". Hai cô gái ở cùng phòng và thường mặc các phiên bản khác nhau của cùng một loại váy và thường dành phần lớn thời gian với nhau. Còn hai người chị lớn khác được biết đến là "Cặp đôi lớn". Cả bốn cô gái trong gia đình thường ký thư dựa theo biệt danh 'OTMA' của mình, bắt nguồn từ chữ cái đầu tiên trong tên mỗi người.

## Ngoại hình và tính cách

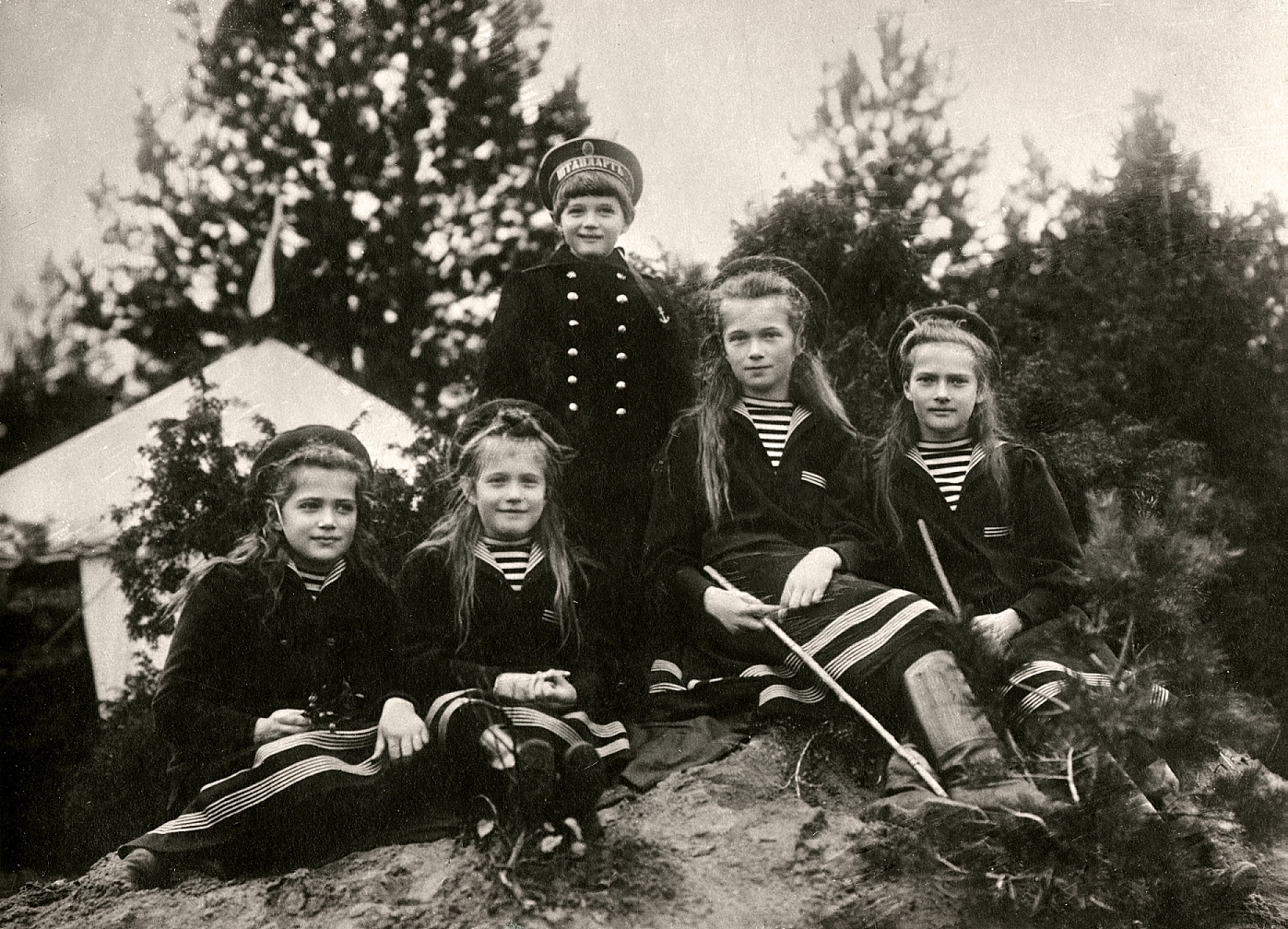
Từ trái sang phải: Mariya, Anastasia, Aleksey, Olga và Tatyana ở Vịnh Phần Lan, 1908

Cũng giống như tên biệt danh của mình, Anastasia thời nhỏ là một đứa bé lanh lợi và hoạt bát được mô tả với vẻ ngoài thấp, có xu hướng hơi mũm mĩm với đôi mắt xanh và tóc màu nâu sáng. Bảo mẫu của bốn Nữ Đại vương công, Margaretta Eagar, đã từng kể lại rằng có người mô tả Anastasia lúc mới chỉ 1 đến 3 tuổi là một cô bé có nét duyên dáng nhất trong tất cả đứa trẻ mà bà từng gặp.
Trong khi thường được tả là một người tài năng và thông minh, cô không hứng thú với sự gò bó trong lớp học, theo lời gia sư của bà là Pierre Gilliard và Sydney Gibbes. Cùng với hai gia sư trên còn có nữ quan Lili Dehn và Anna Vyrubova đều mô tả Nữ đại vương công là một diễn viên tài năng, tinh nghịch và năng động. Những lời bình nhạy bén và hóm hỉnh của cô thường chạm vào những chỗ rất nhạy cảm.
Cũng có lúc, sự liều lĩnh của bà vượt quá giới hạn chấp nhận được. "Rõ ràng là cô ấy có bảng thành tích về các hành động đáng bị trừng phạt trong gia đình vì nếu bàn đến sự tinh nghịch của mình, cô ta là thiên tài", nhận xét bởi Gleb Botkin, con trai của nhà vật lý Yevgeny Botkin (người sau này đã chết cùng với gia đình Romanov ở Yekaterinaburg). Anastasia đôi khi làm người hầu vấp ngã và trêu đùa gia sư của mình. Khi còn là đứa trẻ, Anastasia có thể leo lên cây và không chịu xuống, trừ khi cha cô ấy quát thật to và bắt cô trèo xuống. Có một lần, trong trận ném bóng tuyết tại dinh thự của gia đình ở Ba Lan, bà đã nặn bóng tuyết lớn với cục đá và ném vào chị gái Tatyana và khiến bà ấy ngã xuống đất. Một người chị em họ, Công chúa Nina Georgievna, đã kể lại "Anastasia chơi xấu đến mức ác độc", và dám gian lận, đạp và cào những người chơi cùng; bà bị sỉ nhục khi người em họ Nina cao hơn bà. Nữ Đại vương công không lo lắng về ngoại hình của mình như các chị gái của mình. Hallie Erminie Rives, tác giả người Mỹ có sách bán chạy nhất, và vợ của mình, đã mô tả cô bé 10 tuổi Anastasia khi ăn sôcôla không hề suy nghĩ gì về việc bỏ đôi găng trắng, dài của mình tại nhà hát Sankt-Peterburg.
Dù rất hiếu động, sức khỏe của Anastasia đôi khi không được tốt. Nữ Đại vương công phải trải qua bệnh viêm bao hoạt dịch ngón chân cái đau đớn, ảnh hưởng đến cả hai ngón chân cái. Anastasia có nhóm cơ sau yếu và phải được điều trị massage hai lần mỗi tuần. Bà luôn trốn ở dưới giường hoặc tủ để không phải điều trị.

## Hemophilia
Chị gái Mariya đã bị xuất huyết vào tháng 12 năm 1914 trong ca phẫu thuật cắt amidan theo lời kể người dì Olga Aleksandrovna của cô khi được phỏng vấn sau này. Bác sĩ thực hiện ca phẫu thuật sau đó đã mất tự tin đến mức mà phải nhờ sự ra lệnh của hoàng hậu mới có thể tiếp tục. Olga Aleksandrovna nói rằng bà tin cả bốn đứa cháu đã chảy máu nhiều hơn người bình thường và cho rằng chúng mang gen Hemophilia như mẹ của chúng.
Người mang triệu chứng của gen này, mặc dù chưa hẳn là bệnh nhân mắc bệnh máu khó đông, có thể có các triệu chứng bao gồm hệ số đông máu thấp hơn thông thường có thể dẫn tới chảu nhiều máu. Vào năm 2009, một thử nghiệm DNA trên gia đình hoàng tộc này đã chứng minh rằng Aleksey mắc Hemophilia B, một dạng hiếm của bệnh này. Mẹ và một chị của ông, được xác định là Mariya hoặc Anastasia, như người mang bệnh. Do đó, nếu Anastasia sống đến lúc có con cháu, có thể chúng cũng sẽ mắc căn bệnh này. Bệnh của Aleksey là mãn tính và không chữa được. Những cuộc tấn công thường xuyên của căn bệnh này dẫn tới việc ông tàn tật và phải ngồi xe lăn trong nhưng ngày cuối của đời mình.

## Quan hệ với Grigori Rasputin

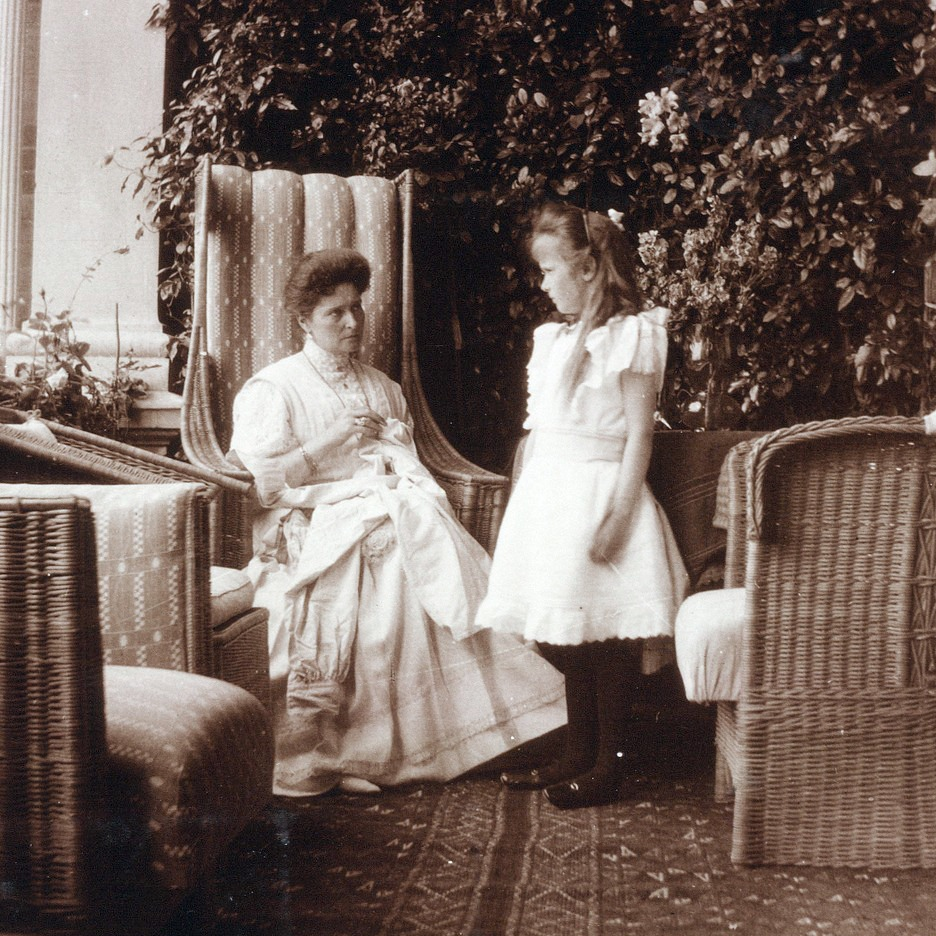
Anastasia với mẹ, Alix của Hessen và Rhein, khoảng năm 1908

Mẹ của bà phụ thuộc vào ý kiến của Grigori Rasputin, một người xuất thân nông dân và được cho là "thánh nhân". Lời cầu nguyện của ông rất được tin tưởng khi cứu sống Thái tử rất nhiều lần. Anastasia và các anh chị em được dạy phải coi Rasputin như "một người bạn" và phải tin tưởng vào ông. Vào mùa thu năm 1907, dì của Anastasia là Nữ Đại vương công Olga Aleksandrovna của Nga đã được hộ tống đến nhà trẻ bởi Sa hoàng để gặp Rasputin. Anastasia, các chị em gái và đứa em trai, Alekseyei đều mặc áo ngủ dài màu trắng. "Tất cả bọn trẻ đều có vẻ thích ông ta", Nữ đại vương công kể lại. "Chúng hoàn toàn thoải mái bên ông ấy." Tình bạn giữa Rasputin và những đứa trẻ hoàng tộc đã được minh chứng trong một số các tin nhắn ông gửi cho lũ trẻ. Vào tháng 2, năm 1909, Rasputin gửi chúng một bức điện tín, khuyên chúng "yêu thiên nhiên của Chúa trời, toàn bộ sản phẩm của Ngài cụ thể là thế giới này. Đức mẹ của Chúa đã luôn hiện hữu với hoa thơm và việc thêu thùa."

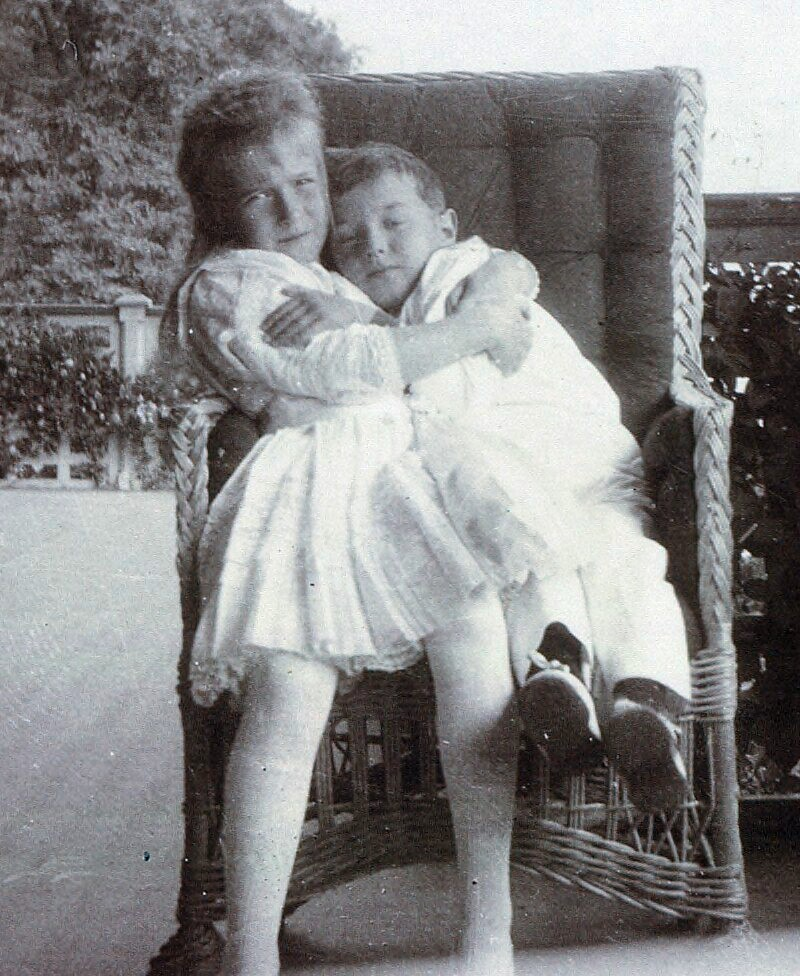
Anastasia với em trai Aleksey

Tuy nhiên, một trong số các gia sư, Sofia Ivanovna Tyutcheva, đã sợ hãi ở năm 1910 về việc Rasputin được phép vào nhà trẻ khi bốn cô gái đang mặc đồ ngủ và muốn ông ta không được vào. Nikolai đã từng bảo Rasputin tránh vào nhà trẻ trong tương lai. Những đứa trẻ này đều biết sự căng thẳng giữa hai người và sợ rằng mẹ của chúng sẽ tức giận khi biết được hành động của Tyutcheva. "Con sợ rằng S.I (cô giáo Sofia Ivanovna Tyutcheva) có thể nói... gì đó xấu về người bạn của chúng ta," Tatyana, chị gái 12 tuổi của Anastasia, viết thư cho mẹ vào ngày 8, tháng 3 năm 1910. "Con hy vọng cô bảo mẫu sẽ đối xử tốt với bạn của chúng ta từ nay."
Tyutcheva cuối cũng cũng bị cho thôi việc. Cô mang câu chuyện của mình kể cho các thành viên khác trong gia đình. Trong khi các chuyến thăm của Rasputin, theo tất cả nguồn tin, là hoàn toàn lương thiện, cả gia đình đều cảm thấy khó chịu. Tyutcheva kể với em gái của Nikolai, Nữ Đại vương công Ksenya, rằng Rasputin đến thăm các cô bé, nói chuyện với chúng trước khi đi ngủ, và ông ta còn ôm và xoa đầu bọn trẻ. Tyutcheva nói rằng những đứa trẻ đã được dạy không được nói về Rasputin với bà và phải giấu những chuyện thăm này khỏi những bảo mẫu một cách cẩn thận. Xenia viết vào ngày 15 tháng 3 năm 1910 rằng cô không thể hiểu được "... thái độ của Alix và những đứa trẻ đối với tên Grigory nham hiểm đó (người mà họ coi là vị thánh trong khi hắn chỉ là một tên theo giáo phái Khlysty!)".

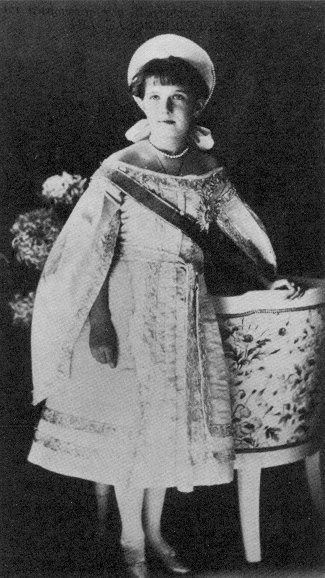
Anastasia mặc triều phục vào năm 1910

Vào mùa xuân năm 1910, Mariya Ivanovna Vishnyakova, một giáo viên hoàng tộc, khẳng định rằng Rasputin đã hãm hiếp bà. Vishnyakova nói rằng Hoàng hậu đã không tin những lời báo cáo về vụ cưỡng hiếp, và khăng 
khăng rằng "mọi thứ Rasputin làm là linh thiêng." Nữ Đại vương công Olga Aleksandrovna đã nói rằng lời khẳng định của Vishnyakova đã được điều
tra ngay lập tức, nhưng thay vào đó "họ bắt được người phụ nữ trẻ chung giống với một người Kazakh của Cấm vệ quân." Vishnyakova đã bị ngăn cấm gặp Rasputin sau khi đưa ra lời buộc tội trên và sau đó đã bị từ chức vào năm 1913.
Tuy nhiên, các tin đồn vẫn lan truyền và sau đó xã hội bảo nhau rằng Rasputin không chỉ mê hoặc Hoàng hậu mà còn cả bốn Nữ đại vương công trẻ. Những lời bàn tán còn thêm thắt bởi bức thư, mặc dù vô hại, viết cho Rasputin bởi Hoàng hậu và bốn nữ đại công tức mà được phát tán bởi Rasputin và sau đó truyền trong khắp xã hội. "Người bạn quý già, thân yêu của tôi," Anastasia viết. "Tôi thích gặp lại bạn biết nhường nào. Bạn đến với tôi trong giác mơ hôm nay. Tôi đã luôn hỏi mẹ rằng khi nào bạn tới... Tôi luôn nghĩ về bạn thân yêu của tôi, vì bạn thật tốt bụng..."
Tiếp nối bức thư là sự lan truyền về một đoạn hoạt hình khiêu dâm mô tả Rasputin có quan hệ với Hoàng hậu, bốn Nữ đại vương công và Anna Vyrubova, bạn thân của Hoàng hậu. Sau vụ bê bối, Nikolai ra lệnh cho Rasputin rời Sankt-Peterburg một thời gian, một điều khiến cho Alexandra rất không hài lòng. Rasputin sau đó bắt đầu chuyến hành hương đến Palestine và mặc dù có các tin đồn như vậy, gia đình hoàng tộc vẫn tiếp tục mối quan hệ với Rasputin cho đến vụ ám sát của ông vào ngày 17 tháng 12 năm 1916. "Người bạn của chúng tôi rất hài lòng với các cô con gái, nói rằng chúng đã trải quả "các giai đoạn" khó khăn trong tầm tuổi của chúng và linh hồn đã phát triển rất nhiều", Alix viết cho Nikolai vào ngày 6 tháng 12 năm 1916.
Trong hồi ký của mình, A. A. Mordvinov ghi lại rằng bốn Nữ đại vương công có vẻ "ớn lạnh và buồn một cách tồi tệ" trước cái chết của Rasputin và ngồi "túm tụm gần nhau" trên ghế sofa trong phòng ngủ vào đêm nhận tin đó. Mordvinov kể rằng những những người phụ nữ trẻ này trong tâm trạng buồn bã và có thẻ nhận thấy biến động chính trị đang sắp ập đến. Rasputin đã được chôn cất với biểu tượng được ký đằng sau bởi Anastasia, mẹ và các chị em. Bà tham dự đám tang của ông vào ngày 21 tháng 12 năm 1916, và gia đình của cô dự định xây một nhà thờ gần mộ của Rasputin. Sau khi họ bị giết bởi thành viên của phe Bolshevik, Anatasia và các chị em của cô đã được phát hiện đang đeo bùa hộ mệnh có ảnh Rasputin và lời cầu nguyện.

## Thế chiến thứ nhất và Cách mạng Nga

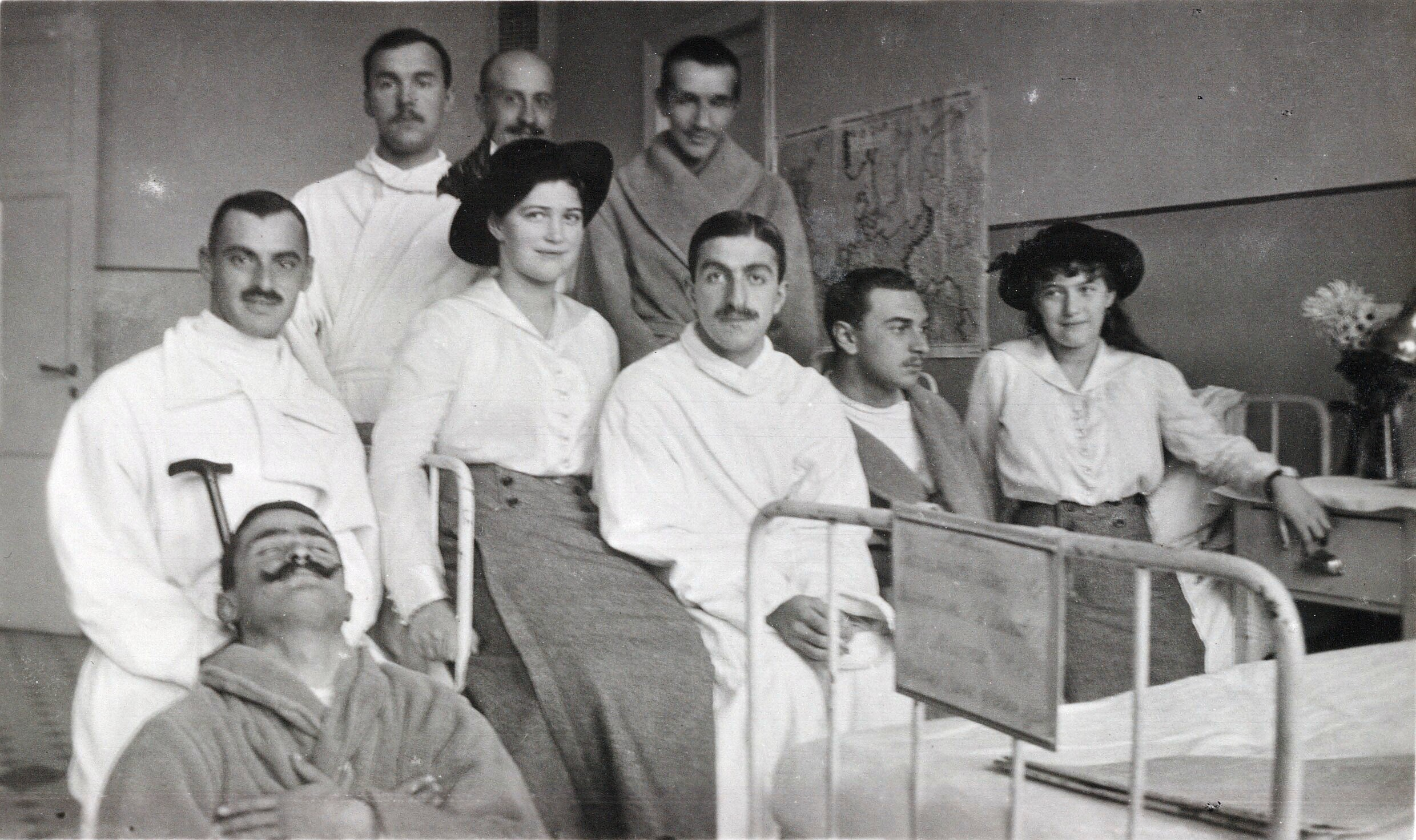
Mariya và Anastasia cùng những người lính bị thương khi đi thăm các bênh viện vào khoảng năm 1915.

Trong thế chiến thứ nhất, Anastasia cùng với chị của mình, Mariya, đã đến thăm các binh lính bị thương tại bệnh viện tư tại Tsarskoye Selo. Hai cô gái, quá trẻ để tham gia Hội chữ thập đỏ giống mẹ và chị gái, đã chơi cờ đam và bi-a với các binh lính để gia tăng nhuệ khí của họ. Felix Dassel, người được chữa trị tại bệnh viện và biết Anastasia, kể lại rằng bà có "điệu cười như tiếng sóc", và đi lại liên tục "như đang nhảy múa."
Vào tháng 2 năm 1917, Anastasia và gia đình đã bị quản thúc tại gia ở Cung điện Alexandr trong cuộc Cách mạng Nga. Nikolai II thoái vị vào ngày 15 tháng 3 năm 1917. Khi thành viên phe Bolshevik đang tiến đến, Aleksandr Kerensky của chính phủ lâm thời đã chuyển gia đình hoàng tộc đến Tobolsk, Siberia. Sau khi phe Bolshevik kiểm soát hầu hết nước Nga, Anastasia và gia đình đã được chuyển đến căn nhà Ipatiev, hoặc "Ngôi nhà với mục đích đặc biệt - House of Special Purpose", tại Yekaterinburg.
Áp lực và sự không chắc chắn đã ảnh hưởng xấu đến Anastasia và gia đình. "Tạm biệt", cô viết cho người bạn vào mùa đông năm 1917. "Đừng quên chúng tớ." Tại Tobolsk, cô viết một đoạn văn ngắn đượm buồn cho gia sư tiếng Anh, có rất nhiều lỗi sai chính tả, về "Evelyn Hope", một bài thơ của Robert Browning về một cô gái.
Tại Tobolsk, bà cùng các chị em đã may nhiều viên đá quý và đồ trang sức lên quần áo với hy vọng giấu được chúng khỏi những kẻ bắt giam kể từ khi Alix đã viết để cảnh báo rằng bà, Nikolas và Mariya đã bị lục soát kể từ lúc đến Yekaterinburg, và bị tịch thu các vật dụng. Mẹ của bà đã sử dụng các mật mã xác định trước là "medicines" và "Sednev's belongings" dành cho đá quý. Các bức thư từ Demidova đến Tegleva đưa ra các chỉ dẫn. Piere Gilliard nhớ lại lần cuối nhìn thấy lũ trẻ ở Yekaterinburg:
"Thủy thủ Nagorny, người đã từng hộ tống Aleksey Nikolayevich, đi qua cửa sổ của tôi mang theo một cậu bé ốm yếu trên tay, đằng sau anh ta là các Nữ Đại vương công chất vali và vật dụng cá nhân nhỏ. Tôi cố ra ngoài, nhưng bị đẩy vào trong toa tàu bởi lính gác. Tôi quay trở lại cửa sổ. Tatyana Nikolayevna vào cuối cùng mang theo chú chó nhỏ và khó khăn trong việc kéo vali to màu nâu. Trời đang mưa và tôi thấy mỗi bước chân cô bé ngập trong bùn. Nagorny cố gắng đến gần giúp cô bé; nhưng anh ấy bị đẩy mạnh bởi các ủy viên..."

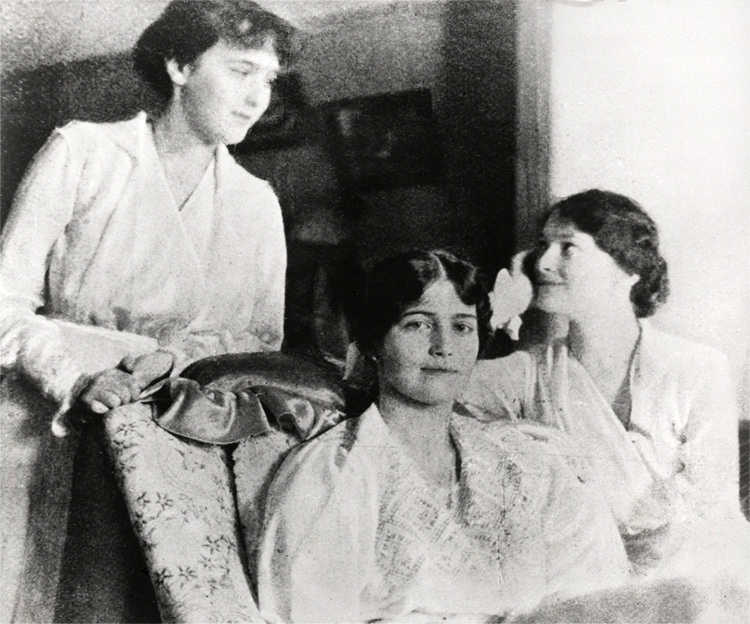
Anastasia, Mariya, và Tatyana Nikolayevna ở Tsarskoye Selo vào mùa xuân năm 1917

Nam tước phu nhân Sophie Buxhoeveden kể lại khoảnh khắc cuối nhìn thấy Anastasia:
"Có một lần, khi đang đứng trên bậc cửa ở ngôi nhà gần đó, tôi thấy một bàn tay và ống tay áo màu hồng mở tấm kính cao nhất. Theo bộ áo cánh đó, bàn tay chắc hẳn phải của Nữ Đại vương công Marie hoặc Anastasia. Họ không thể nhìn thấy tôi từ cửa sổ đó, và đây là khoảng khắc cuối cùng tôi có được về họ!"
Tuy nhiên, ngay cả trong tháng ngày cuối cùng của cuộc đời, cô cũng tìm nhiều cách tận hưởng cuộc sống. Cô cùng các thành viên khác trong gia đình 
đóng các vở kịch trong niềm vui sướng của cha mẹ và mọi người xung quanh vào mùa xuân năm 1918. Buổi biểu diễn của Anastasia đã mang lại tiếng cười mọi người, theo gia sư của cô, ông Sydney Gibbes.
Vào ngày 7 tháng 5, 1918, bức thư từ Tobolsk đến cho Mariya, chị gái của bà, ở Yekaterinburg, Anastasia mô tả khoảnh khắc vui mừng mặc dù cảm giác buồn, cô đơn của mình và sự lo lắng dành cho Aleksey ốm yếu:
"Chúng em đã chơi đu quay, đó là khi em cất lên những tiếng cười, mùa thu đã thật là tươi đẹp! Thật vậy! Em nói với các chị về nó rất nhiều lần hôm qua cho đến khi họ phát chán, nhưng em vẫn có thể nói về nó đến hàng ngàn lần nữa.... Một mùa chúng ta đã từng có! Một mùa mà chúng ta có thể hét lên vui sướng."
Trong hồi ký của mình, một trong các lính gác của Nhà Ipatiev, Aleksandr Strekotin, nhớ đến Anastasia là một người "thân thiện và tràn ngập niềm vui, trong khi các lính gác khác thì nói rằng cô ta y như "một con quỷ duyên dáng! Cô ta đã rất nghịch ngợm, và tôi nghĩ, hiếm khi mệt mỏi. Cô ấy chứa đầy sức sống, và rất thích biển diễn kịch câm theo truyện với các con chó như thể họ đang biểu diện trong rạp xiếc vậy." Vậy mà, một lính gác khác lại gọi nữ Đại vương công trẻ nhất là "phiền nhiễu và như một tên khủng bố" và phàn nàn rằng cô thỉnh thoảng nói ra những bình luận động chạm và đôi khi gây căng thẳng trong hàng ngũ. Anastasia và các chị đã phải tự khâu vá và nấu ăn trong việc chuẩn bị bánh mỳ và các việc vặt nhà bếp khác trong khi họ bị giam ở Nhà Ipatiev.
Vào mùa hè, tình cảnh thiếu thốn, bao gồm sự hạn chế nhiều hơn tại Nhà Ipatiev đã ảnh hưởng xấu đến gia đình. Theo một số nguồn tin, vào một thời điểm, Anastasia đã rất buồn bực về những khung cửa sổ bị khóa, bị sơn đến mức cô mở hẳn một cửa ra để nhìn ra ngoài và hít khí trời. Một lính gác được báo cáo đã thấy vậy và bắn vào chân cô. Anastasia đã không thử lại điều này. Vào ngày 14 tháng 7, 1918, các linh mục ở Yekaterinburg tiến hành buổi lễ nhà thờ cá nhân dành cho gia đình. Họ báo lại rằng gia đình cô, trái với thông lệ, đã quỳ xuống trong khi cầu nguyện cho những người chết, và các cô gái đã rơi vào chán nản và tuyệt vọng, không còn có thể hát trong buổi lễ. Nhận thấy sự thay đổi trong cử chỉ từ lần trước gặp mặt, một linh mục đã nói với họ, "Có chuyện gì đó đã xảy ra với mọi người ở đây?" Nhưng trong ngày hôm sau, vào ngày 15 tháng 7 năm 1918, Anastasia và các chị gái trong tình trạng tinh thần tốt khi mà họ vui đùa và giúp di chuyển giường trong phòng ngủ chung để những người phụ nữ được thuê có thể dọn dẹp sàn nhà. Những cô gái giúp người phụ nữ lau dọn cọ sàn và thì thầm với họ khi không bị lính gác thấy. Anastasia đã lè lưỡi về phía Yakov Yurovsky, người đứng đầu chi đội, khi ông ta quay đi và rời khỏi phòng.

## Bị bắt giữ và cái chết

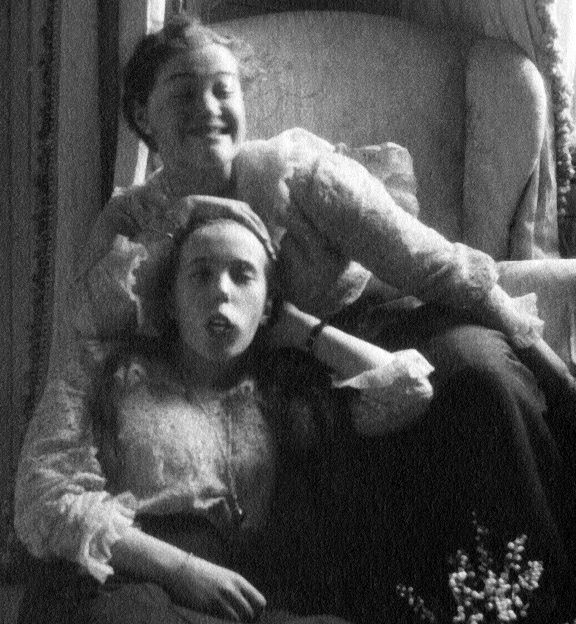
Mariya and Anastasia làm mặt hề với máy ảnh ở Tsarskoye Selo, 1917.

Sau cuộc cách mạng Bolshevik vào tháng 10 năm 1917, nước Nga đã nhanh chóng bị chia rẽ thành cuộc nội chiến. Các cuộc đàm phán để thả Nhà Romanov giữa những người bắt giam của phe Bolshevik (thường được gọi là "Hồng Quân") và người khác trong dòng dõi, rất nhiều trong số đó là các thành viên đáng chú ý thuộc gia đình hoàng gia ở Châu Âu, đã bị trì hoãn. Khi quân Bạch Vệ (các lực lượng chống lại phe Bolshevik, măc dù không nhất thiết ủng hộ Sa hoàng) tiến đến Yekaterinburg, Hồng quân đã rơi vào tình thế gian nan. Hồng Quân biết rằng Yekaterinburg sẽ thất thủ trước quân Bạch Vệ được trang bị và chỉ huy tốt hơn. Khi quân Bạch Vệ tới Yekaterinburg, gia đình hoàng gia đã biến mất. Nguyên nhân được chấp nhận nhiều nhất là họ đã bị giết. Nguyên nhân được đưa ra là nhờ cuộc điều tra bởi Nikolai Sokolov thuộc quân Bạch Vệ, người đã kết luận được dựa trên các vật dụng thuộc gia đình hoàng gia được tìm thấy bị vứt lại ở hầm mỏ ở Ganina Yama.
"Ghi chép Yurovsky", đã nói về sự kiện đến gặp cấp trên Bolshevik của ông sau vụ giết hại, đã được tìm thấy vào năm 1989, và mô tả chi tiết trong cuốn "The Last Tsar" của Edvard Radzinsky, 1992. Theo ghi chép, vào đêm diễn ra việc giết hại, gia đình đã được gọi dậy và yêu cầu mặc quần áo. Họ phải chuyển đến địa điểm mới để chắc chắn an toàn trước lo ngại về tình trạng bạo lực mà có thể xảy ra khi quân Bạch Vệ đến Yekaterinburg. Sau khi thay đồ xong, gia đình cùng số lượng nhỏ người hầu ở cùng đã được chuyển đến căn phòng nhỏ trong tầng hầm phụ của căn nhà bị bỏ lại và phải chờ đợi. Nikolai đã yêu cần 2 cái ghế cho Aleksey và Alix ngồi.
Sau một vài chục phút, lính gác đi vào phòng, dẫn đầu bởi Yurovsky, đã nhanh chóng thông báo Sa hoàng cùng gia đình rằng họ sẽ bị xử tử. Sa hoàng chỉ kịp thốt lên: "Cái gì? Cái gì?" khi quay về phía gia đình, chưa kịp quay mặt lại và bị bắn vào vùng ngực (không phải vùng đầu như thường được xác định; sọ của ông đã được khôi phục vào năm 1991 mà không có dấu đạn). Vợ cùng cô con gái Olga cố gắng làm dấu chữ thập và thốt lên. Những phát bắn đầu tiên chỉ giết chết Sa hoàng, Sa hậu, bác sĩ Boktin và hai người hầu cận khác, ngoại trừ người hầu của Alix, Anna Demidova và chỉ làm Mariya bị thương. Những đứa trẻ hoàng gia vẫn còn sống bởi kim cương và đồ trang sức may trong áo lót đã làm chệch hướng viên đạn.

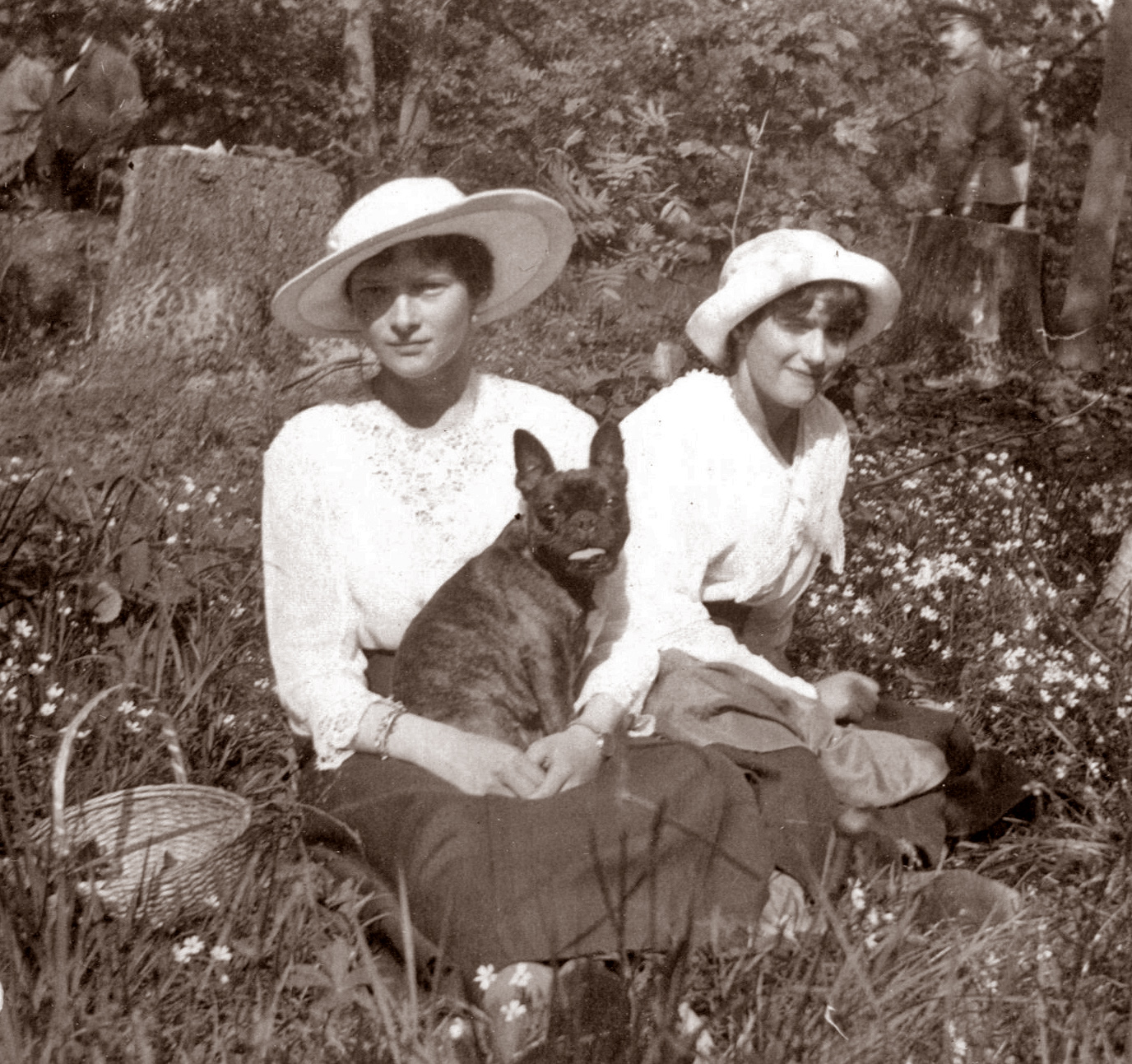
Tatyana và Anastasia và chú chó Ortipo ở Tsarskoye Selo vào mùa xuân năm 1917

Hầu nữ Demidova sống sót sau lần công kích đầu, nhưng nhanh chóng bị đâm tới chết khi nép vào tường của tầng hầm, với nỗ lực cố gắn phòng vệ bằng chiếc gối nhỏ mà bà mang theo chứa đầy ngọc và đá quý. Khi các làn khói dày đặc từ loạt đạn bắn ra ở cự ly gần đã tan, những kẻ hành quyết sau khi phát hiện những viên đạn của chúng đã bật nảy khỏi áo nịt của ba Nữ Đại vương công do kim cương và đá quý được khâu dưới lớp vải của áo nịt để giấu chúng khỏi những người bắt giam. Những chiếc áo nịt này được sử dụng như "áo giáp" chống đạn. Anastasia và Maria đã bị yêu cầu quỳ xuống dựa vào tường, tay che đầu do sợ hãi cho đến khi bị bắn như được kể lại bởi Yurovsky. Tuy nhiên, một người lính gác khác, Peter Ermakov, bảo với vợ rằng Anastasia đã bị giết bằng lưỡi lê. Khi các thi thể được mang ra ngoài, Maria hoặc có thể Anastasia đã bật khóc, hét lên, và đã bị giết chết ngay sau đó.

## Tuyên thánh
Vào năm 2000, Anastasia và cả gia đình được tuyên thánh với tư cách là người chịu nỗi thống khổ bởi Giáo hội Chính thống giáo Nga. Cả gia đình 
trước đó được tuyên thánh vào năm 1981 bởi Giáo hội Chính thống giáo Nga ngoài Nga với tư cách là thánh tử đạo. Thi thể của Sa hoàng Nikolai II, Alix của Hessen và Rhein, và ba cô con gái cuối cùng được an táng tại Nhà nguyện thánh Etkaterina thuộc Nhà thờ chính tòa Thánh Pyotr và Pavel ở Sankt-Peterburg vào ngày 17 tháng 7 năm 1998, tám mươi năm sau khi bị ám sát.  Tới năm 2018 bộ xương của Aleksey và Mariya (hoặc Anastasia) vẫn được giữ bởi Giáo hội.

## Gia phả
| \| \| \| \| \| \| \| \| \| \| \| \| \| \| \| \| \| \| \| \| 16. Nikolai I của Nga \| \| \| \| \| \| \| \| \| \| \| \| \| \| \| \| \| \| \| \| \| \| \| \| \| \| \| \| \| \| \| \| \| \| \| \| \| \| \| \| \| \| \| \| \| \| \| \| \| \| \| \| \| \| 8. Aleksandr II của Nga[52] \| \| \| \| \| \| \| \| \| \| \| \| \| \| \| \| \| \| \| \| \| \| \| \| \| \| \| \| \| \| \| \| \| \| \| \| \| \| \| \| \| \| \| \| \| \| \| \| \| \| \| \| \| \| 17. Charlotte Wilhelmine của Phổ \| \| \| \| \| \| \| \| \| \| \| \| \| \| \| \| \| \| \| \| \| \| \| \| \| \| \| \| \| \| \| \| \| \| \| \| \| \| \| \| \| \| \| \| \| \| \| \| \| \| \| \| \| \| 4. Aleksandr III của Nga[53] \| \| \| \| \| \| \| \| \| \| \| \| \| \| \| \| \| \| \| \| \| \| \| \| \| \| \| \| \| \| \| \| \| \| \| \| \| \| \| \| \| \| \| \| \| \| \| \| \| \| \| \| \| \| 18. Ludwig II xứ Hessen và Rhein (= 24) \| \| \| \| \| \| \| \| \| \| \| \| \| \| \| \| \| \| \| \| \| \| \| \| \| \| \| \| \| \| \| \| \| \| \| \| \| \| \| \| \| \| \| \| \| \| \| \| \| \| \| \| \| \| 9. Marie xứ Hessen và Rhein[52] \| \| \| \| \| \| \| \| \| \| \| \| \| \| \| \| \| \| \| \| \| \| \| \| \| \| \| \| \| \| \| \| \| \| \| \| \| \| \| \| \| \| \| \| \| \| \| \| \| \| \| \| \| \| 19. Wilhelmine xứ Baden (= 25) \| \| \| \| \| \| \| \| \| \| \| \| \| \| \| \| \| \| \| \| \| \| \| \| \| \| \| \| \| \| \| \| \| \| \| \| \| \| \| \| \| \| \| \| \| \| \| \| \| \| \| \| \| \| 2. Nikolai II của Nga \| \| \| \| \| \| \| \| \| \| \| \| \| \| \| \| \| \| \| \| \| \| \| \| \| \| \| \| \| \| \| \| \| \| \| \| \| \| \| \| \| \| \| \| \| \| \| \| \| \| \| \| \| \| 20. Friedrich Wilhelm I xứ Slesvig-Holsten-Sønderborg-Glücksborg \| \| \| \| \| \| \| \| \| \| \| \| \| \| \| \| \| \| \| \| \| \| \| \| \| \| \| \| \| \| \| \| \| \| \| \| \| \| \| \| \| \| \| \| \| \| \| \| \| \| \| \| \| \| 10. Christian IX của Đan Mạch[54] \| \| \| \| \| \| \| \| \| \| \| \| \| \| \| \| \| \| \| \| \| \| \| \| \| \| \| \| \| \| \| \| \| \| \| \| \| \| \| \| \| \| \| \| \| \| \| \| \| \| \| \| \| \| 21. Luise Karoline xứ Hessen-Kassel \| \| \| \| \| \| \| \| \| \| \| \| \| \| \| \| \| \| \| \| \| \| \| \| \| \| \| \| \| \| \| \| \| \| \| \| \| \| \| \| \| \| \| \| \| \| \| \| \| \| \| \| \| \| 5. Dagmar của Đan Mạch[53] \| \| \| \| \| \| \| \| \| \| \| \| \| \| \| \| \| \| \| \| \| \| \| \| \| \| \| \| \| \| \| \| \| \| \| \| \| \| \| \| \| \| \| \| \| \| \| \| \| \| \| \| \| \| 22. Wilhelm xứ Hessen-Kassel \| \| \| \| \| \| \| \| \| \| \| \| \| \| \| \| \| \| \| \| \| \| \| \| \| \| \| \| \| \| \| \| \| \| \| \| \| \| \| \| \| \| \| \| \| \| \| \| \| \| \| \| \| \| 11. Luise của Hessen-Kassel[54] \| \| \| \| \| \| \| \| \| \| \| \| \| \| \| \| \| \| \| \| \| \| \| \| \| \| \| \| \| \| \| \| \| \| \| \| \| \| \| \| \| \| \| \| \| \| \| \| \| \| \| \| \| \| 23. Charlotte của Đan Mạch \| \| \| \| \| \| \| \| \| \| \| \| \| \| \| \| \| \| \| \| \| \| \| \| \| \| \| \| \| \| \| \| \| \| \| \| \| \| \| \| \| \| \| \| \| \| \| \| \| \| \| \| \| \| 1. Anastasia Nikolayevna của Nga \| \| \| \| \| \| \| \| \| \| \| \| \| \| \| \| \| \| \| \| \| \| \| \| \| \| \| \| \| \| \| \| \| \| \| \| \| \| \| \| \| \| \| \| \| \| \| \| \| \| \| \| \| \| 24. Ludwig II xứ Hessen và Rhein (= 18) \| \| \| \| \| \| \| \| \| \| \| \| \| \| \| \| \| \| \| \| \| \| \| \| \| \| \| \| \| \| \| \| \| \| \| \| \| \| \| \| \| \| \| \| \| \| \| \| \| \| \| \| \| \| 12. Karl xứ Hessen và Rhein[55] \| \| \| \| \| \| \| \| \| \| \| \| \| \| \| \| \| \| \| \| \| \| \| \| \| \| \| \| \| \| \| \| \| \| \| \| \| \| \| \| \| \| \| \| \| \| \| \| \| \| \| \| \| \| 25. Wilhelmine xứ Baden (= 19) \| \| \| \| \| \| \| \| \| \| \| \| \| \| \| \| \| \| \| \| \| \| \| \| \| \| \| \| \| \| \| \| \| \| \| \| \| \| \| \| \| \| \| \| \| \| \| \| \| \| \| \| \| \| 6. Ludwig IV của Hessen và Rhein[56] \| \| \| \| \| \| \| \| \| \| \| \| \| \| \| \| \| \| \| \| \| \| \| \| \| \| \| \| \| \| \| \| \| \| \| \| \| \| \| \| \| \| \| \| \| \| \| \| \| \| \| \| \| \| 26. Wilhelm Karl của Phổ \| \| \| \| \| \| \| \| \| \| \| \| \| \| \| \| \| \| \| \| \| \| \| \| \| \| \| \| \| \| \| \| \| \| \| \| \| \| \| \| \| \| \| \| \| \| \| \| \| \| \| \| \| \| 13. Elisabeth của Phổ[55] \| \| \| \| \| \| \| \| \| \| \| \| \| \| \| \| \| \| \| \| \| \| \| \| \| \| \| \| \| \| \| \| \| \| \| \| \| \| \| \| \| \| \| \| \| \| \| \| \| \| \| \| \| \| 27. Maria Anna Amalie xứ Hessen-Homburg \| \| \| \| \| \| \| \| \| \| \| \| \| \| \| \| \| \| \| \| \| \| \| \| \| \| \| \| \| \| \| \| \| \| \| \| \| \| \| \| \| \| \| \| \| \| \| \| \| \| \| \| \| \| 3. Alix của Hessen và Rhein \| \| \| \| \| \| \| \| \| \| \| \| \| \| \| \| \| \| \| \| \| \| \| \| \| \| \| \| \| \| \| \| \| \| \| \| \| \| \| \| \| \| \| \| \| \| \| \| \| \| \| \| \| \| 28. Edward của Liên hiệp Anh \| \| \| \| \| \| \| \| \| \| \| \| \| \| \| \| \| \| \| \| \| \| \| \| \| \| \| \| \| \| \| \| \| \| \| \| \| \| \| \| \| \| \| \| \| \| \| \| \| \| \| \| \| \| 14. Victoria I của Liên hiệp Anh và Ireland[57] \| \| \| \| \| \| \| \| \| \| \| \| \| \| \| \| \| \| \| \| \| \| \| \| \| \| \| \| \| \| \| \| \| \| \| \| \| \| \| \| \| \| \| \| \| \| \| \| \| \| \| \| \| \| 29. Victoire xứ Sachsen-Coburg-Saalfeld \| \| \| \| \| \| \| \| \| \| \| \| \| \| \| \| \| \| \| \| \| \| \| \| \| \| \| \| \| \| \| \| \| \| \| \| \| \| \| \| \| \| \| \| \| \| \| \| \| \| \| \| \| \| 7. Alice của Liên hiệp Anh[56] \| \| \| \| \| \| \| \| \| \| \| \| \| \| \| \| \| \| \| \| \| \| \| \| \| \| \| \| \| \| \| \| \| \| \| \| \| \| \| \| \| \| \| \| \| \| \| \| \| \| \| \| \| \| 30. Ernst I xứ Sachsen-Coburg và Gotha \| \| \| \| \| \| \| \| \| \| \| \| \| \| \| \| \| \| \| \| \| \| \| \| \| \| \| \| \| \| \| \| \| \| \| \| \| \| \| \| \| \| \| \| \| \| \| \| \| \| \| \| \| \| 15. Albrecht xứ Sachsen-Coburg và Gotha[57] \| \| \| \| \| \| \| \| \| \| \| \| \| \| \| \| \| \| \| \| \| \| \| \| \| \| \| \| \| \| \| \| \| \| \| \| \| \| \| \| \| \| \| \| \| \| \| \| \| \| \| \| \| \| 31. Luise Pauline xứ Sachsen-Gotha-Altenburg \| \| \| \| \| \| \| \| \| \| \| \| \| \| \| \| \| \| \| \| \| \| \| \| \| \| \| \| \| \| \| \| \| \| \| \| \| \| \| \| \| \| \| \| \| \| \| \| \| \| \| \| |                                                                  |  |  |  |  |  |  |  |  |  |  |  |  |  |  |  |
| |                                                                  |  |  |  |  |  |  |  |  |  |  |  |  |  |  |  |
| | 16. Nikolai I của Nga                                            |  |  |  |  |  |  |  |  |  |  |  |  |  |  |  |
| |                                                                  |  |  |  |  |  |  |  |  |  |  |  |  |  |  |  |
| |                                                                  |  |  |  |  |  |  |  |  |  |  |  |  |  |  |  |
| | 8. Aleksandr II của Nga                                          |  |  |  |  |  |  |  |  |  |  |  |  |  |  |  |
| |                                                                  |  |  |  |  |  |  |  |  |  |  |  |  |  |  |  |
| |                                                                  |  |  |  |  |  |  |  |  |  |  |  |  |  |  |  |
| | 17. Charlotte Wilhelmine của Phổ                                 |  |  |  |  |  |  |  |  |  |  |  |  |  |  |  |
| |                                                                  |  |  |  |  |  |  |  |  |  |  |  |  |  |  |  |
| |                                                                  |  |  |  |  |  |  |  |  |  |  |  |  |  |  |  |
| | 4. Aleksandr III của Nga                                         |  |  |  |  |  |  |  |  |  |  |  |  |  |  |  |
| |                                                                  |  |  |  |  |  |  |  |  |  |  |  |  |  |  |  |
| |                                                                  |  |  |  |  |  |  |  |  |  |  |  |  |  |  |  |
| | 18. Ludwig II xứ Hessen và Rhein (= 24)                          |  |  |  |  |  |  |  |  |  |  |  |  |  |  |  |
| |                                                                  |  |  |  |  |  |  |  |  |  |  |  |  |  |  |  |
| |                                                                  |  |  |  |  |  |  |  |  |  |  |  |  |  |  |  |
| | 9. Marie xứ Hessen và Rhein                                      |  |  |  |  |  |  |  |  |  |  |  |  |  |  |  |
| |                                                                  |  |  |  |  |  |  |  |  |  |  |  |  |  |  |  |
| |                                                                  |  |  |  |  |  |  |  |  |  |  |  |  |  |  |  |
| | 19. Wilhelmine xứ Baden (= 25)                                   |  |  |  |  |  |  |  |  |  |  |  |  |  |  |  |
| |                                                                  |  |  |  |  |  |  |  |  |  |  |  |  |  |  |  |
| |                                                                  |  |  |  |  |  |  |  |  |  |  |  |  |  |  |  |
| | 2. Nikolai II của Nga                                            |  |  |  |  |  |  |  |  |  |  |  |  |  |  |  |
| |                                                                  |  |  |  |  |  |  |  |  |  |  |  |  |  |  |  |
| |                                                                  |  |  |  |  |  |  |  |  |  |  |  |  |  |  |  |
| | 20. Friedrich Wilhelm I xứ Slesvig-Holsten-Sønderborg-Glücksborg |  |  |  |  |  |  |  |  |  |  |  |  |  |  |  |
| |                                                                  |  |  |  |  |  |  |  |  |  |  |  |  |  |  |  |
| |                                                                  |  |  |  |  |  |  |  |  |  |  |  |  |  |  |  |
| | 10. Christian IX của Đan Mạch                                    |  |  |  |  |  |  |  |  |  |  |  |  |  |  |  |
| |                                                                  |  |  |  |  |  |  |  |  |  |  |  |  |  |  |  |
| |                                                                  |  |  |  |  |  |  |  |  |  |  |  |  |  |  |  |
| | 21. Luise Karoline xứ Hessen-Kassel                              |  |  |  |  |  |  |  |  |  |  |  |  |  |  |  |
| |                                                                  |  |  |  |  |  |  |  |  |  |  |  |  |  |  |  |
| |                                                                  |  |  |  |  |  |  |  |  |  |  |  |  |  |  |  |
| | 5. Dagmar của Đan Mạch                                           |  |  |  |  |  |  |  |  |  |  |  |  |  |  |  |
| |                                                                  |  |  |  |  |  |  |  |  |  |  |  |  |  |  |  |
| |                                                                  |  |  |  |  |  |  |  |  |  |  |  |  |  |  |  |
| | 22. Wilhelm xứ Hessen-Kassel                                     |  |  |  |  |  |  |  |  |  |  |  |  |  |  |  |
| |                                                                  |  |  |  |  |  |  |  |  |  |  |  |  |  |  |  |
| |                                                                  |  |  |  |  |  |  |  |  |  |  |  |  |  |  |  |
| | 11. Luise của Hessen-Kassel                                      |  |  |  |  |  |  |  |  |  |  |  |  |  |  |  |
| |                                                                  |  |  |  |  |  |  |  |  |  |  |  |  |  |  |  |
| |                                                                  |  |  |  |  |  |  |  |  |  |  |  |  |  |  |  |
| | 23. Charlotte của Đan Mạch                                       |  |  |  |  |  |  |  |  |  |  |  |  |  |  |  |
| |                                                                  |  |  |  |  |  |  |  |  |  |  |  |  |  |  |  |
| |                                                                  |  |  |  |  |  |  |  |  |  |  |  |  |  |  |  |
| | 1. Anastasia Nikolayevna của Nga                                 |  |  |  |  |  |  |  |  |  |  |  |  |  |  |  |
| |                                                                  |  |  |  |  |  |  |  |  |  |  |  |  |  |  |  |
| |                                                                  |  |  |  |  |  |  |  |  |  |  |  |  |  |  |  |
| | 24. Ludwig II xứ Hessen và Rhein (= 18)                          |  |  |  |  |  |  |  |  |  |  |  |  |  |  |  |
| |                                                                  |  |  |  |  |  |  |  |  |  |  |  |  |  |  |  |
| |                                                                  |  |  |  |  |  |  |  |  |  |  |  |  |  |  |  |
| | 12. Karl xứ Hessen và Rhein                                      |  |  |  |  |  |  |  |  |  |  |  |  |  |  |  |
| |                                                                  |  |  |  |  |  |  |  |  |  |  |  |  |  |  |  |
| |                                                                  |  |  |  |  |  |  |  |  |  |  |  |  |  |  |  |
| | 25. Wilhelmine xứ Baden (= 19)                                   |  |  |  |  |  |  |  |  |  |  |  |  |  |  |  |
| |                                                                  |  |  |  |  |  |  |  |  |  |  |  |  |  |  |  |
| |                                                                  |  |  |  |  |  |  |  |  |  |  |  |  |  |  |  |
| | 6. Ludwig IV của Hessen và Rhein                                 |  |  |  |  |  |  |  |  |  |  |  |  |  |  |  |
| |                                                                  |  |  |  |  |  |  |  |  |  |  |  |  |  |  |  |
| |                                                                  |  |  |  |  |  |  |  |  |  |  |  |  |  |  |  |
| | 26. Wilhelm Karl của Phổ                                         |  |  |  |  |  |  |  |  |  |  |  |  |  |  |  |
| |                                                                  |  |  |  |  |  |  |  |  |  |  |  |  |  |  |  |
| |                                                                  |  |  |  |  |  |  |  |  |  |  |  |  |  |  |  |
| | 13. Elisabeth của Phổ                                            |  |  |  |  |  |  |  |  |  |  |  |  |  |  |  |
| |                                                                  |  |  |  |  |  |  |  |  |  |  |  |  |  |  |  |
| |                                                                  |  |  |  |  |  |  |  |  |  |  |  |  |  |  |  |
| | 27. Maria Anna Amalie xứ Hessen-Homburg                          |  |  |  |  |  |  |  |  |  |  |  |  |  |  |  |
| |                                                                  |  |  |  |  |  |  |  |  |  |  |  |  |  |  |  |
| |                                                                  |  |  |  |  |  |  |  |  |  |  |  |  |  |  |  |
| | 3. Alix của Hessen và Rhein                                      |  |  |  |  |  |  |  |  |  |  |  |  |  |  |  |
| |                                                                  |  |  |  |  |  |  |  |  |  |  |  |  |  |  |  |
| |                                                                  |  |  |  |  |  |  |  |  |  |  |  |  |  |  |  |
| | 28. Edward của Liên hiệp Anh                                     |  |  |  |  |  |  |  |  |  |  |  |  |  |  |  |
| |                                                                  |  |  |  |  |  |  |  |  |  |  |  |  |  |  |  |
| |                                                                  |  |  |  |  |  |  |  |  |  |  |  |  |  |  |  |
| | 14. Victoria I của Liên hiệp Anh và Ireland                      |  |  |  |  |  |  |  |  |  |  |  |  |  |  |  |
| |                                                                  |  |  |  |  |  |  |  |  |  |  |  |  |  |  |  |
| |                                                                  |  |  |  |  |  |  |  |  |  |  |  |  |  |  |  |
| | 29. Victoire xứ Sachsen-Coburg-Saalfeld                          |  |  |  |  |  |  |  |  |  |  |  |  |  |  |  |
| |                                                                  |  |  |  |  |  |  |  |  |  |  |  |  |  |  |  |
| |                                                                  |  |  |  |  |  |  |  |  |  |  |  |  |  |  |  |
| | 7. Alice của Liên hiệp Anh                                       |  |  |  |  |  |  |  |  |  |  |  |  |  |  |  |
| |                                                                  |  |  |  |  |  |  |  |  |  |  |  |  |  |  |  |
| |                                                                  |  |  |  |  |  |  |  |  |  |  |  |  |  |  |  |
| | 30. Ernst I xứ Sachsen-Coburg và Gotha                           |  |  |  |  |  |  |  |  |  |  |  |  |  |  |  |
| |                                                                  |  |  |  |  |  |  |  |  |  |  |  |  |  |  |  |
| |                                                                  |  |  |  |  |  |  |  |  |  |  |  |  |  |  |  |
| | 15. Albrecht xứ Sachsen-Coburg và Gotha                          |  |  |  |  |  |  |  |  |  |  |  |  |  |  |  |
| |                                                                  |  |  |  |  |  |  |  |  |  |  |  |  |  |  |  |
| |                                                                  |  |  |  |  |  |  |  |  |  |  |  |  |  |  |  |
| | 31. Luise Pauline xứ Sachsen-Gotha-Altenburg                     |  |  |  |  |  |  |  |  |  |  |  |  |  |  |  |
| |                                                                  |  |  |  |  |  |  |  |  |  |  |  |  |  |  |  |
| |                                                                  |  |  |  |  |  |  |  |  |  |  |  |  |  |  |  |

## Trong văn hóa
- Anastasia (phim 1997)